# Goniocercus walkeri
Goniocercus walkeri is een insect uit de familie van de mierenleeuwen (Myrmeleontidae), die tot de orde netvleugeligen (Neuroptera) behoort. 
Goniocercus walkeri is voor het eerst wetenschappelijk beschreven door McLachlan in 1894.